# Eberhard Henry Uhlenhuth
Eberhard Henry Uhlenhuth (geb. 1928 in Baltimore, Maryland, gest. 7. Juni 2016 in Bernalillo County, New Mexico) war ein US-amerikanischer Psychiater und Forscher auf dem Gebiet der Psychopharmakologie von Angststörungen.

## Lebensweg
Eberhard Henry Uhlenhuth wurde im Jahr 1928 als einziges Kind des österreichischen Anatoms Eduard Carl Adolf Uhlenhuth (1885–1961) und seiner Ehefrau Elisabeth Martha Baier (?–1957) in Baltimore geboren. Er erwarb seinen Bachelor-Abschluss an der Yale University und seinen Doktortitel in Medizin an der Johns-Hopkins-Universität. Dort absolvierte er auch seine Facharztausbildung und wechselte dann an die private Universität von Chicago, wo er Professor für Psychiatrie wurde. Im Jahr 1952 heiratete Eberhard H. Uhlenhuth seine Frau Helen. Sie waren, als Helen im Jahr 2008 starb, 56 Jahre lang verheiratet. Das Ehepaar hatte drei Kinder: Kim, Karen und Eric Uhlenhuth. Eberhard Uhlenhuth gehörte im Jahr 1961 zu den Gründungsmitgliedern des American College of Neuropsychopharmacology (ACNP); 1986 war er dessen Präsident. Uhlenhuth, der von Freunden Uhli genannt wurde, wurde in die renommierte akademische Ehrengesellschaft Phi Beta Kappa sowie in die medizinisch ausgerichtete Vereinigung Alpha Omega Alpha gewählt. In späteren Jahren wechselte er an die Universität von New Mexico in Albuquerque, wo er als Distinguished Professor für Psychiatrie tätig war. Bekannt wurde Uhlenhuth als Experte für die Psychopharmakologie der Benzodiazepine. Uhlenhuth war Mitglied der Redaktionsausschüsse mehrerer neurologischer bzw. psychiatrischer Fachzeitschriften, darunter der Archives of General Psychiatry, des Journal of Affective Disorders und der Zeitschrift Neuropsychopharmacology. Er war Mitglied des wissenschaftlichen Rates des National Institute of Drug Abuse. Uhlenhuth hat nahezu 200 Fachaufsätze auf dem Gebiet der Psychiatrie und Psychopharmakologie veröffentlicht, darunter einige über Angststörungen. Er starb am 7. Juni 2016 in Bernalillo County, New Mexico, im Alter von 88 Jahren.